# Irlanda normanda

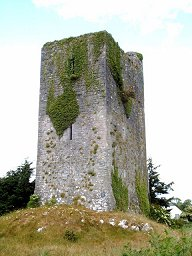
Uma torre para perto de Quin. Os normandos consolidaram sua presença em Irlanda construindo centos de castelos e torres como esta.

O período medieval tardio na ilha de Irlanda esteve marcado pela invasão cambro-normanda que sofreu desde 1169 até 1171, quando Henrique II de Inglaterra desembarcou em Waterford e a proclamou «Cidade Real». Durante o final de sua etapa celta, Irlanda tinha vivido num estado de guerra intermitente entre reinos provinciais que se disputavam os recursos e o título de Rei Supremo. Esta situação foi transformada pela intervenção dos mercenários cambro-normandos e depois pelo rei de Inglaterra, Henrique II. Depois de conquistar Inglaterra, os cambro-normandos dirigiram sua atenção para a ilha de Irlanda, a qual converteram em senhorio propriedade do rei de Inglaterra, conquistando grande parte de suas terras.
De qualquer maneira, com o tempo, o controle inglês reduziu-se a uma pequena zona dos arredores de Dublim chamada A Empalizada. No resto da ilha, os senhores cambro-normandos que tinham encabeçado a invasão tinham chegado a se integrar completamente na sociedade gaélica irlandesa.

## Chegada dos normandos 1167-1185
Para o século XII, Irlanda estava dividida politicamente numa cambiante hierarquia de pequenos reinos. O poder estava concentrado em mãos de algumas  dinastias regionais que competiam entre si pelo controle da ilha. No Ulster, os Uí Néill do Norte governavam a maior parte da província. Seus parentes, os Uí Néill do Sur, eram Reis de Briga (condado de Meath). A dinâmica dinastia de Uí Cheinnselaig governava em Leinster. Um novo reino levantou-se entre Leinster e Munster, e o Reino de Osraige, que era território da família Mac Giolla Phádraig. Munster era controlado nominalmente pelos Mac Carthy, ainda que estes eram subordinados dos Uí Bhriain de Thomond. Ao norte de Thomond, as autoridades supremas de Connacht eram os Uí Chonchubhair.
Depois de ficar sem a protecção do Rei Supremo Muirchertach MacLochlainn - que morreu em 1166 - o rei de Leinster Diarmait Mac Muchada (seu anglicismo é Diarmuid MacMorrough) foi expulso de seu reino por uma confederação de forças irlandesas baixo o novo «Rei Supremo», Rory Ou'Connor. Diarmuit fugiu primeiro a Bristol e depois a Normandía, onde obteve permissão de Henrique II de Inglaterra para contratar mercenários entre os seus vassalos, barões normandos,  para recuperar seu reino. Em 1167 tinha contratado os serviços de Maurice FitzGerald, depois do que persuadiu a Rhys ap Gruffydd Príncipe de Deheubarth para que libertasse ao meio-irmão de Maurice, Robert Fitz-Stephen que também participou na invasão. Mas o apoio mais importante foi o do conde de Pembroke, Richard FitzGilbert de Clare conhecido popularmente como Strongbow.
O primeiro normando em pôr um pé em Irlanda foi Richard Fitz Godbert de Roche em 1167, mas não foi até 1169 quando as principais forças normandas, Galesas e Flamencas desembarcaram em Wexford. Leinster foi conquistado rapidamente e Waterford e Dublin ficaram sob controle de Diarmait. Mac Murrough ofereceu a sua filha Aoife em casamento a Strongbow, que se converteu em seu genro e herdeiro. Este último não foi do agrado de Rei Henrique II de Inglaterra, quem, ante a possibilidade da criação de um Estado normando rival em Irlanda se apressou a visitar Leinster e estabelecer sua autoridade.

### A bula papal e a invasão do rei Henrique
O Papa Adriano IV (o primeiro papa inglês, num de seus primeiros atos) tinha publicado uma Bula papal em 1155, autorizado a Henrique a invadir Irlanda para frear a corrupção e os abusos eclesiásticos. De qualquer maneira, fez-se pouco uso da bula papal Laudabiliter pois seu texto implicava sumisisão papal não só sobre a ilha de Irlanda sinão sobre todas as ilhas da costa Européia, incluindo Inglaterra, em virtude da doação de Constantino. O texto relevante diz: "Para valer não há dúvida, como sua alteza tem comprovado, que Irlanda e todas aquelas ilhas que Cristo o Sol do que é Correto tem iluminado, e que têm recebido as doutrinas da fé Cristã, pertencem à jurisdição de São Pedro e da Santa Igreja Romana". As referências a Laudabiliter voltam-se mais frequentes no seguinte período Tudor quando as investigações dos estudiosos do humanismo renascentista duvidaram da historicidade da doação Constantina.
Henrique desembarcou com uma grande frota em Waterford em 1171, convertendo-se no primeiro Rei de Inglaterra em pôr pé em solo irlandês. Ambas Waterford e Dublin foram proclamadas Cidades Reais. O sucessor de Adriano, o Alexandre III ratificou a doação das terras irlandesas a Henrique em 1172. Henrique outorgou-lhe os territórios irlandeses a seu filho mais jovem João com o título de Dominus Hiberniae («Senhor de Irlanda»). Quando João sucedeu a seu irmão inesperadamente como rei João, o «Reino de Irlanda» recaiu diretamente na Coroa Inglesa.
Henrique foi reconhecido pela maioria dos Reis irlandeses, quem viram nele uma oportunidade de frear a expansão de Leinster e dos Hiberno-normandos. Isto levou à ratificação do Tratado de Windsor (1175) entre henrique e Rory Ou'Connor. No entanto, depois das mortes de Strongbow e de Diarmuid (em 1171 e 1176), com Henrique de volta à Inglaterra e Ou'Connor incapaz de frear aos invasores, o Tratado converteu-se em nada. John de Courcy atacou e conquistou grande parte do este de Ulster em 1177, Raymond lhe Gros tomou Limerick e o norte de Munster, e o resto de famílias normandas tais como Prendergast, Fitz-Stephen, Fitz-Gerald, Fitz-Henry e lhe Poer se dedicaram a conquistar e governar seus próprios reinos.

### Impacto da invasão normanda
O que ocorreu em Irlanda nos últimos anos do século XII e primeiros do XIII foi uma mudança nos regimes de propriedade e colonização da terra. A invasão Cambro-Normanda trouxe consigo a criação de cidades amuralhadas, castelos e igrejas, a importação de arrendatários e o desenvolvimento da agricultura e o comércio.
Os Normandos alteraram a sociedade Gaélica através o uso eficiente da terra e a introdução do feudalismo num mundo baseado no sistema de clãs e na propriedade e cultivo comunais da terra. O feudalismo nunca se enraizou em grande parte de Irlanda, mas foi uma tentativa de introdução da economia monetária num país que comerciava usando o sistema de trueque. Os normandos que se assentaram em zonas apartadas de Dublim, terminaram adoptando a língua e os costumes irlandeses, realizando casamentos inter-raciais, o que provocou que os irlandeses acabassem por «Normandizarse». Muitos atuais irlandeses levam sobrenomes derivados dos normandos, ainda que são bem mais abundantes em Munster e Leinster, onde a presença normanda foi mais intensa.
O sistema de condados foi introduzido em 1297, ainda que o último dos condados não foi delimitado até 1610. Ao igual que em Inglaterra, os normandos uniram o conceito continental de condado com o inglês de Shire. As cidades foram, quiçá, a mais importante das contribuições normandas. A partir do de Dublin, em 1192, deram-se foros reais a várias populações com o propósito de proteger o comércio e atrair população a estas comunidades.
A Igreja tratou de aplicar os preceitos da reforma gregoriana, substituindo o sistema baseado em monasterios por um com «estrutura diocesana», organizado em disceses e paroquias. No período que vai de 1172 a 1348 se construíram centenas de igrejas. O primeiro estudo a respeito da riqueza das igrejas realiza-se em 1303, para a implantação do sistema de dízimos. No entanto, o aplicativo da lei canônica costumava ficar restrita às áreas sob controle normando.
O sistema tradicional legal irlandês, as Leis Brehon continuaram sendo aplicadas nas zonas fosse do controle central, mas os normandos introduziram as reformas de Henrique II de Inglaterra que contemplavam penas como a prisão para os criminosos. O sistema de Brehon, presente a outras culturas do norte de Europa baseava-se na imposição de multas, cujo custo se determinava em função do crime e do status da vítima.
Conquanto o impacto político da conquista normanda foi considerável, também foi instável e pouco uniforme, e os acontecimentos dos anos 1315-1348 encarregar-se-ia de pôr de manifesto a debilidade desta ocupação.

## O Senhorio de Irlanda 1185-1254

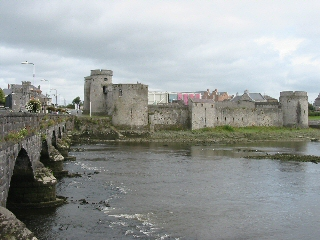
O Castelo do Rei Joãouan está no banco surenho do Rio Shannon. Foi construído no Século XII sob as ordens do Rei João de Inglaterra.

Inicialmente os normandos conseguiram controlar grandes territórios em Irlanda, assegurando a costa este, desde Waterford até o este de Ulster e penetrando ao oeste até Galway e Maio. Entre as famílias mais poderosas estavam os Geraldine, os Butler e os Burke, quem controlavam vastos territórios com total independência dos governantes de Dublin ou Londres. O Senhor de Irlanda era o Rei João, quem, em suas visitas em 1185 e 1210, tinha ajudado a assegurar militar e administrativamente as áreas sob controle normando, enquanto ao mesmo tempo tratava de ganhar-se a lealdade dos reis irlandeses; muitos, como Cathal Crobderg Ua Conchobair, lhe deviam o trono.

### Invasão contida
Os normandos também tiveram sorte de ter líderes do calibre dos Butler, Marshall, de Burgh, de Lacy e de Broase, bem como de ter as cabeças dinâmicas das primeiras famílias. Outro fator foi que depois da perda de Normandia em 1204, João teve mais tempo para dedicar aos assuntos irlandeses, e o fez efetivamente ainda que a distância.
De qualquer maneira, os Hiberno-Normandos tiveram que fazer frente a uma série de circunstâncias e problemas que atrasaram, e finalmente detiveram, sua expansão:
Em primeiro lugar, muitos Senhores nativos irlandeses, hostilizaram continuamente aos normandos; isto, no melhor dos casos, supunha umas despesas importantes e uma merma de seus recursos e no pior, podia acabar com a conquista irlandesa do território ocupado pelos normandos. Por outra parte, as guinadas na política inglesa durante os reinados de henrique III e seu sucessor, Eduardo I (quem estavam mais ocupados em eventos em Inglaterra, Gales, Escócia e domínios continentais) privaram de apoio inglês aos colonos normandos na ilha. Em terceiro lugar, a divisão entre as próprias filas dos normandos, que propiciava continuas guerras entre os De Burgh, FitzGerald, Butler e de Bermingham. Finalmente, a divisão de estados entre herdeiros dividiu os Senhorios Normandos em unidades mais pequenas e menos formidáveis - o mais daninho sendo o dos Marshall de Leinster, que dividiu um só Senhorio em cinco.
A política e eventos na Irlanda Gaélica acabaram por atrair aos colonos à órbita dos irlandeses, o que em ocasiões levava a pactos entre irlandeses e normandos contra um inimigo comum, fora do bando que fosse.

## Resurgimento Gaélico e declive normando 1254-1536
Durante o século XIV, a Irlanda Hiberno-Normanda viu-se enfrentada a três acontecimentos chaves.
O primeiro foi a invasão de Irlanda por Edward Bruce de Escócia em 1315, que conseguiu o apoio de muitos irlandeses contra a presença Inglesa em Irlanda. Ainda que Bruce foi finalmente derrotado na batalha de Faughart, para perto de Dundalk, durante os três anos que durou a campanha suas tropas assolaram e saquearam o país, especialmente no área densamente colonizada ao redor de Dublim. Nesta situação caótica, os senhores irlandeses locais recuperaram grandes quantidades de terra que tinham sido arrebatadas a suas famílias durante a conquista e as retiveram após que a guerra terminasse.
O segundo foi o assassinato de William Donn de Burgh, III conde de Ulster, em junho de 1333. Isto levou à partilha de suas terras entre seus familiares; os problemas da partilha levaram ao ramo familiar situada em Connacht a rebelar contra a Coroa e aliar-se abertamente com os irlandeses, pelo que toda a Irlanda ao oeste do Shannon deixou de estar virtualmente sob controle hiberno-normando. Teriam que passar duzentos anos para que os Burke, como agora se faziam chamar, assinassem as pazes e colaborassem de novo com a administração de Dublim.

A Peste Negra rapidamente se expandiu na maioria do mar e rotas de comércio Europeu. Atingiu Irlanda em 1348 e dizimou os assentamentos hiberno-normandos.

A terceira calamidade para a presença Inglesa em Irlanda durante o Medievo foi a Peste Negra, que chegou a Irlanda em 1348. Como a maioria dos habitantes ingleses e normandos de Irlanda viviam em povos e vilas, a doença se instalou neles com mais intensidade que com os nativos irlandeses, que viviam em assentamentos rurais mais dispersos. Uma contagem célebre de um monastério em Kilkenny narra a praga como o início da extinção da humanidade e o fim do mundo. A praga foi uma catástrofe para os habitantes ingleses do país e, depois do final da peste, o idioma e os costumes Gaélico-Irlandesas voltaram a arraigar e expandir pela ilha. A área sob controle Inglês reduziu-se até converter-se na Empalizada, uma área fortificada ao redor de Dublim.
Ademais, o ressugimento gaélico viu-se favorecido pelos contínuos incidentes políticos e pessoais contra os hiberno-normandos, mas especialmente pela indignação ante o abandono e os horrores que as sucessivas fomes tinham trazido. Expulsos das terras férteis, os irlandeses foram obrigados a sobreviver em zonas marginais, o que lhes deixava em situações muito precárias durante maus anos de colheita (tais como 1271 e 1277) ou num ano de fome (período de 1311-1319).
Para Pálido além da empalizada, os senhores hiberno-normandos adotaram a linguagem e a tradição irlandesa, chegando a ser conhecidos como ingleses velhos, e nas palavras de um comentarista Inglês contemporâneo, se voltaram mais irlandeses que os mesmíssimos irlandeses. Durante os seguintes séculos aliaram-se com os nativos irlandeses em conflitos políticos e militares com Inglaterra e geralmente seguiram sendo católicos após a Reforma. A preocupação entre as autoridades da Empalizada pela gaelización da ilha cresceu até o ponto de que, em 1366, um parlamento reunido em Kilkenny, elaborou e promulgou os conhecidos como Estatutos de Kilkenny, proibindo à população anglo-normanda o uso do idioma, ou a adoção de roupas e costumes irlandeses, bem como os casais entre famílias inglesas e irlandesas. Como o governo de Dublim tinha em realidade pouca autoridade, os estatutos não tiveram muito efeito, ainda que o fato de promulga-los constituiu em si mesmo um reconhecimento da difícil situação da administração.
Ao longo do século XV, estas tendências continuaram afetando à ilha, à medida que a  autoridade de governo central diminuía. A Monarquia da Inglaterra esteve sumida numa profunda crise durante a Guerra das Rosas, e como resultado o envolvimento inglês nos assuntos de Irlanda se viu tremendamente diminuída. Sucessivos reis de Inglaterra delegaram sua autoridade constitucional sobre o senhorio na poderosa família dos Fitzgerald, condes de Kildare, que combinavam o uso da força e da negociação com senhores e clãs para manter o equilíbrio na ilha, o que afastou ainda mais à Coroa dos assuntos da Irlanda. Ao mesmo tempo, os senhores gaélicos locais e os nobres anglo-normandos gaelizados ampliaram seu poder a custa do governo central de Dublim criando uma política estranha aos modos ingleses e que não foi erradicada até a conclusão da reconquista efetuada pelos Tudor.